# 幼な子われらに生まれ
『幼な子われらに生まれ』（おさなごわれらにうまれ）は、重松清の小説およびそれを原作とした日本映画。

## あらすじ
良き父親でいようと努力を重ねるバツイチ再婚の男、田中信。彼は会社でのつきあいもそこそこに家庭に奉仕し続けてはいたが、妻・奈苗の連れ子たちとの仲はうまく行っているとはいえなかった。そして奈苗が信との子を宿すにいたり長女・薫は義父への嫌悪をむき出しにし、「本当のパパに会いたい」と洩らして接触を絶とうとした。信も前妻・友佳との娘である沙織との三か月毎の接触を拒めず、彼女と比較することで薫への絶望を隠せなくなっていた。
なついてくれる次女・恵理子にも比して義父を拒む薫に怒った信は、苛立ちのままに奈苗の前夫・沢田に会う。家族に暴力を振るい続け父の立場を放棄した沢田に、あえて求められた金を払ってまで義子との接触を求める信。閑職に左遷され自暴自棄になった彼の決心のすえの行動だった。だが、指定された日に沢田の前に薫は現われなかった。他方、いきなり信のもとを訪れた沙織は、癌にむしばまれた義父の死の床へ向かうことに躊躇し、信の同行を望んだ。そして、義父を前に彼への隠していた愛情を明らかにする沙織を前に、信は密かに義父への感謝を捧げた。
帰宅した信は、沢田に会うこともなく戻っていた薫の嘘をやんわりと叱り、彼女を抱いた。薫もその手を振り払おうとはしなかった。そして後日、子を出産する奈苗の病室に家族は集い、新たな一員を迎えるのだった。

## 刊行情報
- 単行本 - 集英社、1996年8月発売、ISBN 978-4048729802
- 文庫版 - 幻冬舎、1999年7月31日発売、ISBN 978-4877287689

## 映画
荒井晴彦の脚本によって映画化。監督は三島有紀子。主演は浅野忠信と田中麗奈。2017年8月26日公開。
1996年に小説が発表された当時、荒井が、原作者の重松と映画化の約束を交わしていた。重松が直木賞受賞後、何度もドラマ化の話があったが、その約束があったためドラマ化が実現することはなかったという。

### キャスト
- 田中信：浅野忠信
- 田中奈苗：田中麗奈
- 田中薫（奈苗の連れ子）：南沙良
- 沙織（信と友佳の実娘）：鎌田らい樹
- 田中恵理子（奈苗の連れ子）：新井美羽
- 水澤紳吾
- 池田成志
- 沢田（奈苗の元夫、薫・恵理子の実父）：宮藤官九郎
- 友佳（信の元妻、沙織の実母）：寺島しのぶ

### スタッフ
- 原作：重松清「幼な子われらに生まれ」（幻冬舎文庫）
- 監督：三島有紀子
- 脚本：荒井晴彦
- 音楽：田中拓人
- 撮影：大塚亮
- 照明：宗賢次郎
- 美術：井上心平
- 録音：浦田和治
- 編集：加藤ひとみ
- 衣装：馬場恭子
- ヘアメイク：倉田明美
- 記録：吉田久美子
- 助監督：工藤将亮
- ラインプロデューサー：大日方教史
- 音楽プロデューサー：佐々木次彦
- プロデューサー：森重晃、江守徹
- 製作：梅川治男、巖本博、小西啓介、小林栄太朗、三宅容介、山本正典、安達政孝
- 助成：文化庁文化芸術振興費補助金
- 協賛：大和ハウス工業
- 配給：ファントム・フィルム
- 製作プロダクション：ステューディオスリー
- 製作：「幼な子われらに生まれ」製作委員会（ステューディオスリー、巖本金属、ファントム・フィルム、テンカラット、ポニーキャニオン、グランマーブル、サイバーエックス）

### 受賞
- 第41回モントリオール世界映画祭
  - 審査員特別大賞[4]
- 第9回TAMA映画賞
  - 最優秀男優賞（浅野忠信）[5]
- 第41回山路ふみ子映画賞
  - 映画賞（三島有紀子）[6]
  - 女優賞（田中麗奈）[6]
- 第42回報知映画賞[7]
  - 助演女優賞（田中麗奈）
  - 監督賞（三島有紀子）
- 第39回ヨコハマ映画祭 日本映画ベストテン第2位
- 第91回キネマ旬報ベスト・テン[8]
  - 日本映画ベストテン 第4位
  - 助演女優賞（田中麗奈）
- 第72回毎日映画コンクール
  - 女優助演賞（田中麗奈）
- 2018おおさかシネマフェスティバル
  - 助演女優賞（田中麗奈）
  - 撮影賞（大塚亮）
- 2017映画芸術 日本映画ベストテン第2位
- 第22回日本インターネット映画大賞
  - 作品賞ベストテン 第8位
  - 助演女優賞（田中麗奈）
- 第27回日本映画プロフェッショナル大賞
  - 主演男優賞（浅野忠信）
  - ベストテン 第2位
- 2017年度全国映連賞
  - 女優賞（田中麗奈）
  - 男優賞（浅野忠信）
  - 日本映画ベストテン 第7位